# Kızılöz, Güneysınır
Kızılöz là một xã thuộc huyện Güneysınır, tỉnh Konya, Thổ Nhĩ Kỳ. Dân số thời điểm năm 2011 là 438 người.